# Leucodon julaceus
Leucodon julaceus là một loài Rêu trong họ Leucodontaceae. Loài này được (Hedw.) Sull. mô tả khoa học đầu tiên năm 1846.